# Seidensticker Halle
Die Seidensticker Halle ist eine Mehrzweckhalle in der kreisfreien Großstadt Bielefeld, Nordrhein-Westfalen. Sie ist Veranstaltungsort für Konzerte, Sport und andere Großereignisse.

## Lage und Gebäude
Die Seidensticker Halle liegt innenstadtnah im Bielefelder Stadtbezirk Mitte an der Werner-Bock-Straße. Nördlich der Halle liegt eine Kleingartenanlage, im Osten befindet sich die Feuerwehr der Stadt Bielefeld. Auf der gegenüberliegenden Straßenseite befand sich bis 2003 die Diskothek PC69. In unmittelbarer Umgebung stehen den Besuchern zahlreiche Parkplätze zur Verfügung. Die Seidensticker Halle ist mit den Buslinien 23, 24, 25 und 26 zu erreichen.
Die Halle ist von außen 118 m lang, 63 m breit und 15 m hoch. In der Halle steht eine Fläche von 3700 m² zur Verfügung. Bei Konzerten bietet die Halle unbestuhlt bis zu 7500 Plätze, mit Stühlen sind es 4600. Durch herabfahrbare Trennwände kann die Halle dreigeteilt werden. Für Leichtathletikwettbewerbe stehen vier Laufbahnen zur Verfügung, die in den Kurven abgesenkt werden können. Die Teleskoptribünen sind beweglich und können von den Seitenwänden in die Hallemitte gefahren werden.

## Geschichte
Ursprünglich sollte eine doppelte Dreifachturnhalle gebaut werden, wofür der Stadtrat 1978 Planungen beauftragte. Die Halle sollte damals im Ravensberger Park gebaut werden und eine Zuschauerkapazität von 2500 Plätzen aufweisen. Die Enge im Park und die geringe Zuschauerkapazität ließen die Planungen stocken. 1985 änderte der Hauptausschuss der Stadt die Planungen hin zu einer Mehrzweckhalle mit bis zu 5000 Zuschauerplätzen. Zwei Jahre später lehnte der Stadtrat den Bau einer Mehrzweckhalle ab. Daraufhin wurde die Bürgerinitiative Großsporthalle, jetzt! gegründet, an der sich auch 70 Sportvereine beteiligten. Die Initiative sammelte Spenden und Unterschriften, um den Rat umzustimmen.
Schließlich stimmte der Stadtrat am 1. August 1988 doch für den Bau einer Mehrzweckhalle. Nach Beschluss vom 16. März 1989 die Halle im Ravensberger Park entstehen. Am 15. Juni 1989 wurden die Pläne geändert und der Bau sollte an der Werner-Bock-Straße erfolgen. An der Stelle befand sich vorher ein aufgegebener Bauhof. Architekt der Seidensticker Halle war Hartmut Scheiding. Die Baukosten beliefen sich auf rund 35 Mio. D-Mark, die neben Spenden auch durch Zuschüsse des Landes Nordrhein-Westfalen finanziert wurden. Die Firma Seidensticker spendete darüber hinaus vier Millionen D-Mark. Als Dank wurde die Halle nach der Firma benannt.
Die Grundsteinlegung für die Seidensticker Halle war am 20. Oktober 1989. Der Bau verlief nicht ohne Komplikationen. Im Untergrund wurden neben Altlasten des Bauhofs noch ein Untergrund aus Schieferton vorgefunden. Für den Bau der Halle durfte das Grundwasser nicht abgesenkt werden. Als Fundament wurden mit Sand gefüllte Betonklötze verwendet. Außerdem mussten acht Pumpen ununterbrochen laufen. Schließlich wurde die Seidensticker Halle am 5. März 1993 feierlich eröffnet.

## Veranstaltungen

### Handball
Die Seidensticker Halle ist Heimspielstätte des Handball-Vereins TSG Altenhagen-Heepen. Die Mannschaft spielte von 1993 bis 2003 in der 2. Bundesliga. Die deutsche Handballnationalmannschaft der Männer spielte bisher drei Mal in der Seidensticker Halle. Am 26. Juni 1993 besiegte das Team Israel mit 27:13. Mit einem 21:21-Unentschieden endete am 6. November 1994 ein Spiel gegen Russland. Im vorerst letzten Spiel am 31. Mai 2003 gewann die deutsche Mannschaft mit 28:27 gegen Norwegen. Auch andere Handballmannschaften nutzten die Seidensticker Halle. Der TBV Lemgo trug das Hinspiel im Europapokal der Pokalsieger gegen den CB Cantabria Santander aus Spanien in der Seidensticker Halle aus, da die heimische Lipperlandhalle damals nur 2000 Zuschauerplätze aufwies. Die HSG Gütersloh im September 2011 zum DHB-Pokalspiel gegen den Bundesligisten HSV Hamburg nach Bielefeld aus.

### Weitere Sportarten

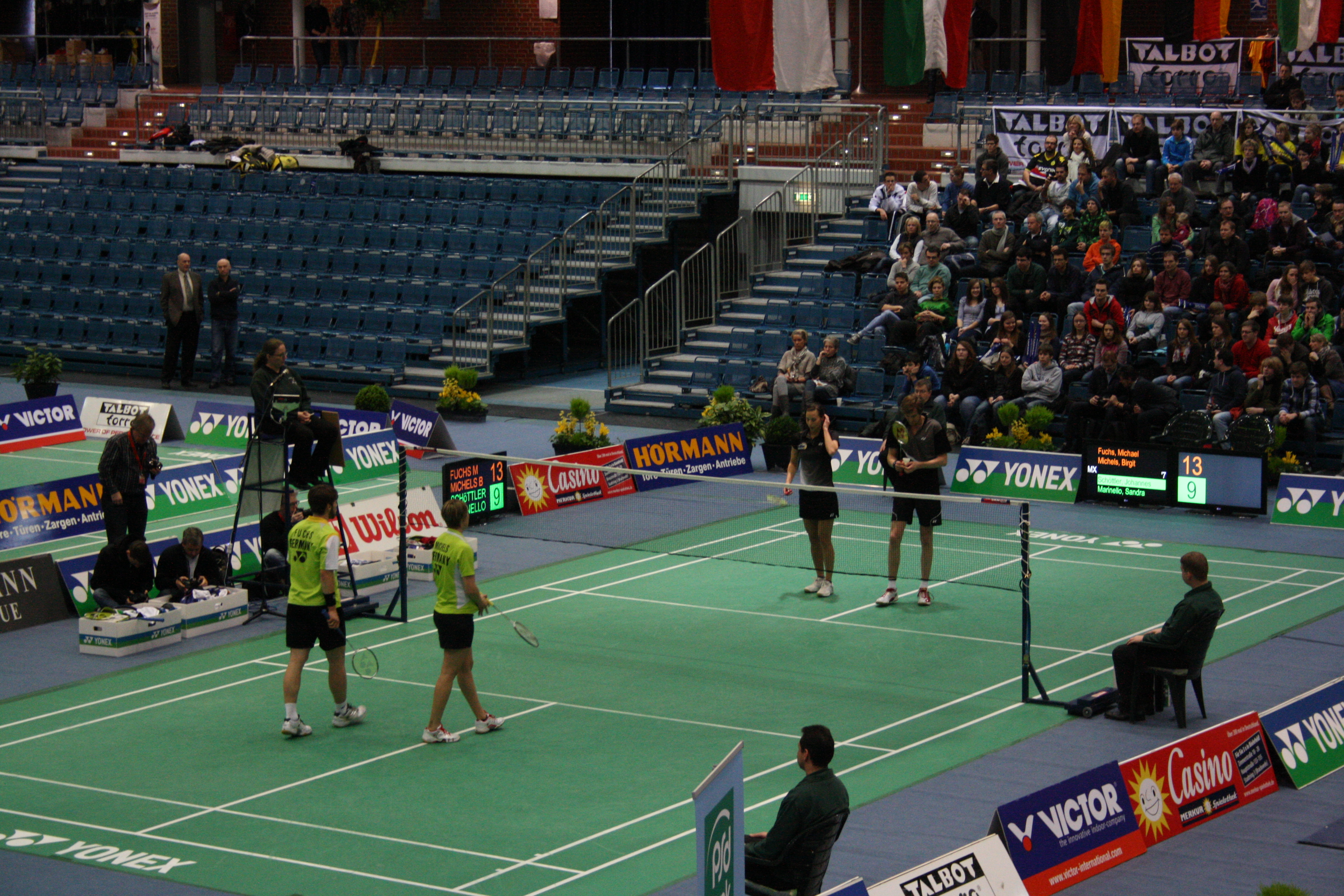
Deutsche Badmintonmeisterschaften 2012

Die Halle war von 1998 bis 2000 und ist seit 2003, mit Ausnahme von 2021 und 2022 in Mülheim an der Ruhr, Austragungsort der deutschen Badmintonmeisterschaften. Am 19. Dezember 1999 trug die Basketball-Bundesliga ihr All-Star Game in der Seidensticker Halle aus. Auch das Basketball-Showteam der Harlem Globetrotters war in Bielefeld zu Gast. Die deutsche Volleyballnationalmannschaft der Männer absolvierte ein Länderspiel gegen die Vereinigten Staaten in der Bielefelder Halle. Weitere regelmäßige Veranstaltungen sind das Motorrad-Trial sowie Leichtathletikmeisterschaften oder die Endrunde der Bielefelder Hallenstadtmeisterschaft im Fußball, die seit 2014 in der Seidensticker Halle ausgespielt wird.
Auch mehrere Boxkämpfe wurden in der Halle ausgetragen. Am 29. Dezember 2007 verlor der aus Bielefeld stammende Marco Huck gegen Steve Cunningham, während sich Yoan Pablo Hernández gegen Mohamed Azzaoui durchsetzte. Am 20. September 2008 gewann Marco Huck gegen Jean Marc Monrose und Cecilia Brækhus schlug Cimberly Harris. Im Jahre 1999 fand die Weltmeisterschaft der Standardtänze in Bielefeld statt, ebenso wie die Europameisterschaft der Lateinamerikanischen Tänze. Die deutschen Tischtennis-Meisterschaften wurden 1996, 2003, 2009 und 2016 in der Seidensticker Halle ausgetragen.
Die Veranstaltungshalle ist Teil der Fußballroute NRW. Am 7. Mai 2005 feierte der Verein Arminia Bielefeld sein hundertjähriges Vereinsjubiläum in der Seidensticker Halle. 3500 Zuschauer sahen die von Ingolf Lück modierierten Feier.

### Konzerte
Zwei Tage nach Eröffnung der Halle spielte der britische Sänger Chris Rea am 7. März 1993 das erste Konzert in der Seidensticker Halle. Später traten weitere nationale sowie internationale Musiker und Künstler wie u. a. Elton John, André Rieu, Beyoncé, Joe Cocker, Sting, Udo Jürgens, die Backstreet Boys, Chris de Burgh, Die Toten Hosen, Herbert Grönemeyer, Genesis, Metallica, Otto Waalkes, Ich + Ich und Unheilig in Bielefeld auf.

### Parteitage
Am 13. Mai 1999 führte die Partei Bündnis 90/Die Grünen einen Sonderparteitag unter dem Motto „Frieden und Menschenrechte vereinbaren“ durch. Dabei wurde der damalige Bundesaußenminister Joschka Fischer vor seiner Rede zum NATO-Einsatz im Kosovo Opfer eines Farbbeutelattentats. Fischer erlitt dabei einen Riss des Trommelfells im rechten Ohr. Eine Mehrheit der Grünen-Delegierten sprach sich auf dem Parteitag für eine Fortsetzung des NATO-Bombardements im Kosovo aus. Der Parteitag wurde vom Nachrichtenmagazin Der Spiegel als „Kriegsparteitag“ bezeichnet.